# Queen of da Souf
Queen of da Souf는 미국의 래퍼 물라토의 데뷔 정규 음반으로, 스트림컷과 RCA 레코드를 통해 2020년 8월 21일에 발매되었다. 빌보드 200 44위를 기록했고, 디럭스 버전은 2020년 12월 11일에 발매되었다.

## 음악 및 가사
Queen of da Souf는 카리스마와 자신감이 넘치는 성 긍정 앤섬으로 채워져 있다. "Muwop"은 "힙합 클래식의 카리스마 있는 업데이트"로, 구치 메인의 2006년 히트곡 "Freaky Gurl"에 여성스러운 매력을 더했다. "In n Out"의 가사는 반복적인 반면, 각 아티스트의 구조화된 라임 체계로 강력한 펀치를 날린다. 물라토와 21 새비지는 "Pull Up"에서 랩으로 서로를 능가하려고 하는데, 결국 서로 비슷한 플로우와 냉랭한 태도를 보인다. 물라토는 "No Hook"에서 임신 공포증, 끔찍한 대인관계, 거친 성장 과정에 대해 용감하게 이야기한다. 물라토, 서위티, 트리나는 "Bitch from da Souf Remix"에서 각자의 고향인 애틀랜타, 베이 에어리어, 마이애미를 대표하는 벌스를 연달아 내뱉는다.

## 평가
<올뮤직>의 프레드 토마스는 5점 만점에 3.5점을 주었다. 그는 음반이 물라토의 히트곡 "No Hook"과 "Bitch from da Souf"의 스웨거와 매력을 잘 활용하고, 여러 기성 아티스트들의 피처링으로 내용을 포장한다고 평했다. <이어밀크>의 헤일리 사프는 물라토가 구치 메인, 시티 걸스, 42 더그, 21 새비지의 강력한 피처링에도 불구하고 베이스가 강조된 각각의 비트에서 빛난다고 칭찬했다. 또한 음반의 모든 벌스가 그녀의 애틀랜타 영향, 날것의 태도, 독립적인 자세를 담고 있다고 평했다. 반면 <피치포크>의 알폰세 피에르는 "적어도 5년 동안 애틀랜타 랩을 듣지 않은 사람이 맡은 것으로 보이는" 프로듀싱이 감상을 저해한다고 비판했다.

### 연말 목록
| 출판사     | 목록                       | 순위 | 각주  |
| ---------- | -------------------------- | ---- | ----- |
| <지니어스> | 2020년 최고의 음반 50      | 46   | [ 7 ] |
| <더 소스>  | 2020년 최고의 힙합 음반 20 | 빈칸 | [ 8 ] |

## 곡 목록
전체 작사·작곡: 앨리사 스티븐스
| #            | 제목                                                       | 작사·작곡                                                                                                | 재생 시간 |
| ------------ | ---------------------------------------------------------- | --- | --------- |
| 1.           | 〈Youngest and Richest〉                                   | 조엘 뱅크스 테일러 뱅크스                                                                                | 1:45      |
| 2.           | 〈Muwop〉 (featuring 구치 메인)                            | 라드릭 데이비스 켈드릭 샤프 바비 세션, Jr. 앤서니 화이트 로니 화이트                                     | 3:20      |
| 3.           | 〈In n Out〉 (featuring 시티 걸스)                         | 카레샤 브라운리 자타비아 존슨 조슬린 도널드 조니 두트라 데릭 드레이 셰인 린드스트롬                      | 3:15      |
| 4.           | 〈He Say She Say〉                                         | 마크 뱅크헤드, Jr. 랜디 터너, Jr. 비잔 아미르카니                                                        | 2:25      |
| 5.           | 〈Pull Up〉 (featuring 21 새비지)                          | J. 뱅크스 T. 뱅크스 디에고 아벤다노 셰야 아브라함-조세프 자크 로 크리스천 워드 플레처 레드 게르만 발데스 | 2:36      |
| 6.           | 〈Toya Turnup Talks〉 (Skit)                               | J. 뱅크스 T. 뱅크스 아벤다노 크레이그 러브 데온젤로 홈스 조나단 스미스 에릭 잭슨, Jr.                    | 0:36      |
| 7.           | 〈On God〉                                                 | J. 뱅크스 T. 뱅크스 아벤다노 러브 홈스 스미스 잭슨 도널드 찰스 휴고 퍼렐 윌리엄스 조슈아 우즈            | 1:53      |
| 8.           | 〈Look Back at It〉                                        | 대릴 클레몬스 찰스 드리거스 조던 홀트-메이 줄리안 테일러                                                 | 2:47      |
| 9.           | 〈No Hook〉                                                | 뱅크헤드 터너 트레이스 맥스웰, Jr.                                                                       | 1:43      |
| 10.          | 〈Off Top〉 (featuring 42 더그)                            | 디온 헤이스 로 워드 에드거 페레라                                                                        | 2:16      |
| 11.          | 〈My Body〉                                                | 폴 도슨 스콧 피츠제럴드 앨빈 아이삭스 II 키스 스웻 제럴드 토마스 앨리샤 윌리엄스                         | 2:58      |
| 12.          | 〈Blame Me〉                                               | 드리거스 스콧 카터 케빈 프라이스 케빈 화이트 마이클 우즈 II                                              | 2:06      |
| 13.          | 〈Bitch from da Souf〉 (Remix) (featuring 서위티 & 트리나) | 디아몬테 하퍼 카트리나 테일러 J. 뱅크스 T. 뱅크스 매튜 뱅크스                                            | 3:44      |
| 총 재생 시간 | 총 재생 시간                                               | 총 재생 시간                                                                                             | 31:24     |

| #   | 제목                               | 작사·작곡                                                    | 재생 시간 |
| --- | ---------------------------------- | ------------------------------------------------------------ | --------- |
| 14. | 〈Queen〉                          | 두트라 아마르 베일리                                         | 2:16      |
| 15. | 〈Sex Lies〉 (featuring 릴 베이비) | 도미니크 존스 클레몬스 스티븐 알렉산더 나이자 찰스 타즈 모건 | 2:42      |
| 16. | 〈Step It Up〉                     | K-소 재인스 자바르 로카모어 로만 론디악                      | 2:41      |
| 17. | 〈Stank〉                          | 로 클레몬스 J. 테일러 카를로스 굿윈                          | 2:30      |
| 18. | 〈Spend It〉                       | J. 뱅크스 T. 뱅크스 아벤다노 홀트-메이                       | 2:32      |

## 차트
| 차트 (2020)              | 최고 순위 |
| ------------------------ | --------- |
| 미국 빌보드 200          | 44        |
| 미국 탑 알앤비/힙합 앨범 | 25        |